# Cimetière boisé de Berlin-Dahlem
À ne pas confondre avec le cimetière de Berlin-Dahlem
Le cimetière boisé de Berlin-Dahlem (Waldfriedhof Berlin-Dahlem) est un cimetière boisé berlinois situé à l'orée de la forêt de Grunewald dans la rue Hüttenweg 47 à Berlin-Dahlem en Allemagne. 
Aménagé entre 1931 et 1933 d'après les plans de l'architecte-paysagiste Albert Brodersen, il est l'un des plus récents cimetières berlinois. De nombreuses personnalités y sont enterrées comme l'écrivain Gottfried Benn, le compositeur Werner Eisbrenner, le peintre Karl Schmidt-Rottluff ou l'acteur O. E. Hasse. Le cimetière est arboré de façon très dense par des conifères et compte ainsi parmi les cimetières boisés les plus sylvestres de la ville.

## Tombes célèbres
- Karl Anton (1898-1979), réalisateur, scénariste et producteur
- Elly Beinhorn (1907-2007), pilote pionnière
- Gottfried Benn (1886-1956), écrivain
- Heinz Berggruen (1914-2007), journaliste, collectionneur, galeriste et marchand d'art
- Carl Correns (1864-1933), botaniste et généticien
- Franz Dischinger (1887-1953), ingénieur civil
- Käthe Dorsch (1890-1957), actrice
- Blandine Ebinger, (1899-1993), actrice et chansonnière
- Werner Eisbrenner, (1908-1981), compositeur
- Adolf Erman, (1854-1937), égyptologue
- Ernst Fraenkel, (1898-1975), avocat et politologue
- Roland Freisler, (1893-1945), juriste
- Ludwig Fulda, (1862-1939), traducteur et dramaturge
- Klaus Gysi, (1912-1999), homme politique
- Ernst Hartert, (1859-1933), ornithologue
- O. E. Hasse, (1903-1978), acteur
- Karl Hofer (1878-1955), peintre expressionniste
- Klaus Höhne, (1927-2006), acteur et doubleur
- Helene Jacobs (1909-1993), résistante au nazisme, Juste parmi les nations
- La Jana, (1905-1940), actrice et danseuse
- Max Kaus, (1891-1977), peintre
- Hanns Kerrl, (1889-1941), homme politique nazi
- Hilde Körber, (1906-1969), actrice
- Marie-Elisabeth Lüders, (1878-1966), femme politique et féministe
- Wolfgang Lukschy, (1905-1983), acteur
- Leny Marenbach, (1907-1984), actrice
- Paul Martin, (1899-1967), réalisateur
- Erich Mühsam, (1878-1934), écrivain anarchiste
- Zenzl Mühsam, (1884-1962), militante à la République des conseils de Bavière
- Rudolf Nelson, (1878-1960), compositeur
- Bernd Rosemeyer, (1909-1938), pilote automobile
- Heinrich Sahm, (1877-1939), homme politique
- Wolfgang Schleif, (1912-1984), réalisateur et scénariste
- Karl Schmidt-Rottluff, (1884-1976), peintre, graphiste, plasticien
- Walther Schreiber, (1884-1958), homme politique, bourgmestre-gouverneur de Berlin
- Franz Schreker, (1878-1934), compositeur
- Ulrich Wilhelm Schwerin von Schwanenfeld, (1902-1934), résistant
- Renée Sintenis, (1888-1965), sculptrice et graphiste
- Werner Sombart, (1863-1941), économiste et sociologue
- Camilla Spira, (1906-1997), actrice
- Ilse Steppat, (1917-1969), actrice
- Erwin Stresemann, (1889-1972), ornithologue
- Heinrich Tessenow, (1876-1950), architecte
- Ilse Trautschold, (1906-1991), actrice et cabarettiste
- Alfred Vohrer, (1914-1986), réalisateur
- Fritz Arno Wagner, (1884-1958), directeur de la photographie
- William Wauer, (1866-1962), sculpteur, réalisateur et scénariste
- Richard von Weizsäcker, (1920-2015), bourgmestre-gouverneur de Berlin
- Sybil Werden, (1924-2007), actrice et danseuse
- Theodor Wiegand, (1864-1936), archéologue